# Антонівка (Новоушицька селищна громада)
Анто́нівка — село в Україні, у Новоушицькій селищній територіальній громаді Кам'янець-Подільського району Хмельницької області.

## Географія
Село розташовується вздовж автомобільної дороги Т 2308, під населеним пунктом Миньківці.

## Символіка

### Герб
Золотий щит горизонтально розділений на дві частини. У верхній частині, по середині розміщена восьмикутна золота зірка на лазуровому фоні – символ Богородиці. У нижній частині щита на зеленому фоні з лівого боку сніп колосся обв'язаний жовтою мотузкою, а з правого боку дерево з плодами. Сніп символізує зайнятість населення – вирощуванням зернових культур, а дерево – розвиток садівництва.

### Прапор
Прямокутне полотнище поділено на дві частини верхня – блакитного кольору, нижня – зеленого. У верхній частині, по середині розміщена восьмикутна золота зірка на лазуровому фоні – символ Богородиці.

## Історія
Раніше село перебувало у власності Мархоцьких, пізніше Стадніцьких. Старожили розповідають, що в 13 рр. ХХ ст. в селі проживав граф Семйонов (ім'я не відомо). Коли розпочалася японська війна, то він разом зі своїм гарнізоном пішов захищати кордони імперії, там і загинув. У цього графа був син, якого звали Антоном. На честь свого сина граф назвав село — Антонівка.

### Часи Голодомору на селі
За даними офіційних джерел (тогочасних ЗАГСів, які хоч і не завжди реєстрували правдиву кількість померлих, саме від голоду, бо було заборонено вказувати, що людина померла голодною смертю) в селі в 1932–1933 роках загинуло близько 11 жителів села. На сьогодні встановлено імена лише 2 осіб. Мартиролог укладений на підставі поіменних списків жертв Голодомору 1932–1933 років, складених Отроківською сільською радою згідно даних місцевого РАГСу (хоча й звіритися з конкретними документальними свідченнями стає майже неможливо, оскільки не всі вони дійшли до наших днів, у силу різних обставин Поіменні списки зберігаються в Державному архіві Хмельницької області.
Кількість померлих і їх особисті дані не є остаточними, оскільки не всі дані збереглися і не все заносилося до книг обліку тому є ймовірність, того, що мартиролог Голодомору в селі буде розширений

### Незалежній Україні
З 1991 року в складі незалежної України.
20 серпня 2015 року шляхом об'єднання сільських рад, село увійшло до складу Новоушицької селищної громади. Об'єднання в громаду має створити умови для формування ефективної і відповідальної місцевої влади, яка зможе забезпечити комфортне та безпечне середовище для проживання людей.
До адміністративної реформи 19 липня 2020 року село належало до Новоушицького району, після увійшло до складу Кам'янець-Подільського району.

## Населення
Населення становить 558 осіб (285 дворів).

### Мова
У селі поширені західноподільська говірка та південноподільська говірка, що відносяться до подільського говору, який належить до південно-західного наріччя.
Розподіл населення за рідною мовою за даними перепису 2001 року:
| Мова       | Відсоток |
| ---------- | -------- |
| українська | 96,46%   |
| російська  | 3,38%    |
| білоруська | 0,16%    |